# Ludia obscura
Ludia obscura är en fjärilsart som beskrevs av Aurivillius 1893. Ludia obscura ingår i släktet Ludia och familjen påfågelsspinnare. Inga underarter finns listade i Catalogue of Life.